# Alfred F. Majewicz
Alfred Franciszek Majewicz (* 14. ledna 1949) je polský jazykovědec a filolog. Mezi jeho vědecké zájmy patří: typologie jazyků, všeobecná lingvistika, orientální lingvistika, etnografie primitivních národů, kulturní antropologie. Autor publikace Języki świata i ich klasyfikowanie.
Absolvoval studium na Univerzitě Adama Mickiewicze v Poznani. V roce 1989 získal doktorát a v roce 1994 habilitoval. V roce 1993 získal akademický titul profesora humanitních věd.
Jeho odborný příspěvek zahrnuje více než 300 vědeckých publikací, včetně více než 70 knih o národech a jazycích Dálného východu a Sibiře.

## Dílo
- Języki świata i ich klasyfikowanie